# Буй Нгок Зыонг
Буй Нгок Зыонг (вьет. Bùi Ngọc Dương, 1943 — 27 января 1968) — герой Народных вооруженных сил Вьетнама .
Буй Нгок Зыонг родился и вырос в Ханое. В 1966 году отучился на инженера-строителя, затем вступил в северовьетнамскую армию, ведущую войну с Южным Вьетнамом и США. В январе 1968 года Буй Нгок Зыонг возглавил отряд инженеров, которые должны были подготовить путь для атаки на военную базу США Кхесань (Кхешань).
В этой битве Буй Нгок Зыонг был ранен в руку и попросил своих товарищей отрезать ему руку, чтобы продолжить бой. Второе ранение он получил в ногу. Буй Нгок Зыонг был доставлен в военный госпиталь, но рана была слишком серьезной, и через два дня он скончался. Его называли «Ла Ван Кау войны с США», проводя аналогию с героем Индокитайской войны, который так же попросил отрезать ему раненую руку.

## Память
В 1969 году Буй Нгок Зыонг был удостоен звания Героя Народных вооруженных сил.
Его именем названа улица в Ханое, в районе Хайбачынг, соединяющая середину улицы Тханьнян с улицей Хонгмай .